# Хромых, Майя Владиславовна
Ма́йя Владисла́вовна Хромы́х (род. 25 мая 2006, Нижний Тагил, Свердловская область) — российская фигуристка, выступающая в одиночном катании. Серебряный призёр этапа Гран-при Gran Premio d'Italia 2021. Бронзовый призёр  этапа Гран-при Rostelecom Cup 2021. Победительница турнира серии «Челленджер» Warsaw Cup 2021.  Бронзовый призёр этапа юниорского Гран-при во Франции в 2019 году. Заняла 4 место на чемпионате мира среди юниоров 2020.
Мастер спорта России (2021).

## Биография
Майя Хромых родилась 25 мая 2006 года в Нижнем Тагиле (Свердловская обл.). Отец Владислав — тренер по хоккею, на зимней Универсиаде 2017 года был главным тренером сборной России по хоккею, где команда взяла золотые медали. Старший брат Ярослав занимается хоккеем.

## Спортивная карьера

### Начало
Начала заниматься фигурным катанием в 2009 году в возрасте 3-х лет у тренера Анны Болдиной в спортивной школе «Спутник». В 2014 году Хромых переехала из Нижнего Тагила в Москву и перешла тренироваться в группу к Анне Владимировне Царевой в Самбо-70 отделение «Хрустальный», у которой научилась тройным прыжкам. В феврале 2018 года перешла в группу Этери Тутберидзе.

### Среди юниоров

#### Сезон 2019—2020
В августе дебютировала на юниорской серии Гран-при в Куршевеле (Франция), где лидировала после короткой программы с 67,72 баллами, в произвольной программе заняла 5 место с 111,60 баллами, в итоге став бронзовым призёром с суммой баллов 179,32. В сентябре выступила на юниорском этапе Гран-при в Риге (Латвия), где после короткой программы была на промежуточном 2 месте с 68,93 баллами, в произвольной программе заняла 4 место с 121,80 баллами, и по итогу также расположилась на 4 месте с суммой баллов 190,73.
В октябре выступила на мемориале Дениса Тена проходившем в Алма-Ата (Казахстан), где среди юниорок завоевала серебро в сумме баллов получив 211,25 очков.
В ноябре выступила на пятом этапе кубка России, где после короткой программы была на первом месте с 70,54 баллами, в произвольной программе стала пятой с 118,27 баллами, и в итоге завоевала бронзовую медаль с суммой баллов 188,81.
В феврале выступила на первенстве России среди юниоров, после короткой программы шла на 6 месте 67,68 баллами, в произвольной программе заняла 5 место с 136,72 баллами, в итоге расположилась на 5 месте с суммой баллов 204,40.
В марте представила страну на чемпионате мира среди юниоров проходившем в Таллине (Эстония). В короткой программе исполнила двойной аксель, каскад тройной лутц—тройной тулуп, и тройной риттбергер, на котором совершила ошибку, в итоге получив 66,78 балла заняла промежуточное 5 место. В произвольной программе исполнила четверной сальхов с ошибкой, а также тройной флип, тройной риттбергер, двойной аксель, каскады тройной лутц—тройной риттбергер и тройной флип—ойлер—тройной сальхов, а также тройной риттбергер, и получив 131,45 балла расположилась на 4 месте, по итогам чемпионата заняла 4 место с суммой баллов 198,24.

### Среди взрослых

#### Сезон 2020—2021
Сезон 2020—2021 годов Майя начала в сентябре на первом этапе кубка России проходившем в Сызрани, после короткой программы шла на 2 месте с 69,28 баллами, в произвольной программе получила 123,34 балла и расположилась на 3 месте, заняв итоговое 3 место с суммой баллов 192,62 завоевала бронзовую медаль. В ноябре выступила четвёртом этапе кубка России в Казани, где в короткой программе расположилась на промежуточном 3 месте с 76,89 баллами, в произвольной программе попыталась исполнить четверной сальхов, но упала, получив за прокат 135,83 балла заняла 3 место, по итогам турнира завоевала бронзовую медаль с суммой баллов 212,72.
В начале декабря выступила на чемпионате Москвы, после короткой программы шла на 2 месте с 68,47 баллами, в произвольной программе шла на 4 место с 125,46 баллами, по итогам турнира завоевала бронзовую медаль с суммой баллов 193,93.
В декабре дебютировала на взрослом первенстве — чемпионате России. В короткой программе исполнила двойной аксель, тройной лутц, каскад тройной флип—тройной тулуп, и получив 72,93 балла расположилась на 7 месте. В произвольной программе упала с четверного тулупа, получив за прокат 138,98 балла расположилась 5 месте, по итогам чемпионата заняла 5 место.
В феврале выступала на коммерческом турнире «Кубке Первого канала» в составе команды Евгении Медведевой .
В конце того же месяца выступила в финале кубка России. После короткой программе шла на 4 месте 73,77 баллами, в произвольной программе чисто исполнила четверной тулуп и четверной сальхов получив за прокат 162,19 балла расположилась на 1 месте, по итогам турнира заняла 2 место с суммой баллов 235,96 завоевала серебряную медаль, уступив Камиле Валиевой 2,04 балла.

#### Сезон 2021—2022
В сентябре 2021 года на контрольных прокатах сборной России по фигурному катанию проходивших в Челябинске, Майя Хромых показала короткую программу с прошлого сезона, а также новую произвольную программу под саундтрек к фильму «Мулен Руж!» и «Buenos Aires Hora Cero» Астора Пьяццолы.
В октябре 2021 года приняла участие в турнире Budapest Trophy. По итогам короткой программы занимала второе место. В произвольной программе она выполнила четверной тулуп с ошибкой, но затем чисто исполнила каскад четверной тулуп-тройной тулуп. По итогам двух программ с результатом 224,91 балла победила в этом соревновании.
В ноябре дебютировала на взрослом этапе серии Гран-при Gran Premio d’Italia с серебряной медалью турнира. Чисто откатала короткую программу и получила высшие уровни за все, кроме дорожки шагов, непрыжковые элементы, улучшив личный рекорд почти на 4 балла. Занимала второе промежуточное место с результатом 72,04 балла. На следующий день в произвольной программе исполнила два заявленных четверных тулупа (в каскаде с двойным тулупом и сольный), допустила не повлиявшую на общее впечатление от программы помарку при исполнении тройного ритбергера. В результате стала второй после Анны Щербаковой, улучшила личные рекорды, набрав в произвольной программе 154,31 и по сумме 226,35 балла.
В конце ноября Майя выиграла международный турнир серии «Челленджер» Warsaw Cup. В первый соревновательный день набрала 69,24 балла за короткую программу и занимала лидирующую позицию, но произвольную программу откатала с ошибками и получила лишь 124,78 балла, став второй. По сумме двух программ Майя Хромых смогла завоевать золотую медаль турнира.
Так же в ноябре фигуристка приняла участие в шестом этапе серии Гран-при Rostelecom Cup, проводившемся в Сочи. В короткой программе упала при исполнении тройного лутца и не выполнила каскад, набрала 64,72 балла и занимала пятое место. При исполнении произвольной программы ошиблась лишь при выполнении сольного четверного тулупа, прыгнула четверной тулуп в каскаде с двойным тулупом и шесть тройных прыжков, обновила личный рекорд, набрав 154,97 балла. С общим результатом 219,69 стала третьей после Камилы Валиевой и Елизаветы Туктамышевой.
По итогам шести этапов серии Гран-при в 2021 году Майя Хромых набрала 24 очка и стала одной из пяти российских одиночниц, отобравшихся в финал серии, который должен был состояться с 9 по 12 декабря в японской Осаке. За несколько дней до начала соревнований официальный сайт Международного союза конькобежцев (ISU) сообщил об отмене финала вследствие закрытия Японским правительством границ страны из-за угрозы распространения омикрон-штамма коронавирусной инфекции.

#### Сезон 2022—2023
Майя Хромых была заявлена на два этапа Гран-при России в Москве и в Перми, но пропустила их из-за травмы руки.

## Техника
7 ноября 2019 года в интернете появилось видео, где Майя на тренировке исполнила четверной сальхов. 15 декабря 2020 года в интернете появилось видео, где Майя на тренировке исполнила четверной тулуп в каскаде с тройным тулупом. 28 февраля 2021 года в финале кубка России чисто исполнила четверной тулуп и четверной сальхов в произвольной программе.

## Программы
| Сезон     | Короткая программа                                                                   | Произвольная программа | Показательные выступления                                                      |
| --------- | ------------------------------------------------------------------------------------ | --- | ------------------------------------------------------------------------------ |
| 2023—2024 | - «Ashes» (из фильма «Дэдпул 2») Селин Дион хореограф-постановщик Даниил Глейхенгауз | - «My Love» (из сериала «Содержанки») Kovacs - «The Devil You Know» Kovacs хореограф-постановщик Даниил Глейхенгауз                                                                                     |                                                                                |
| 2022—2023 | Не участвовала в соревнованиях                                                       | Не участвовала в соревнованиях | Не участвовала в соревнованиях                                                 |
| 2021—2022 | - «I'll Take Care of You» Бет Харт и Джо Бонамасса                                   | - «Buenos Aires Hora Cero» Астор Пьяццола в исполнении Гидона Кремера - «El Tango de Roxanne» (из фильма «Мулен Руж!») в исполнении Анна Дерешовска                                                     | - «Fantasy for Violin and Orchestra» Найджел Хесс (из фильма «Дамы в лиловом») |
| 2020—2021 | - «I'll Take Care of You» Бет Харт и Джо Бонамасса                                   | - «Anna's Theme» - «Birth of the Red Violin» Джон Корильяно (из фильма «Красная скрипка») - «Agony Suite: III. Tango» Альфред Шнитке                                                                    | - «Non, je ne regrette rien» Эдит Пиаф                                         |
| 2019—2020 | - «Fantasy for Violin and Orchestra» Найджел Хесс (из фильма «Дамы в лиловом»)       | - «Unchained Melody/The Love Inside» в исполнении Ричард Флишмана и Кейси Леви - «Suspend My Disbelief/I Had a Life» в исполнении Ричард Флишмана, Кейси Леви и Эндрю Лэнгтри (из мюзикла «Привидение») | - «Non, je ne regrette rien» Эдит Пиаф                                         |

## Спортивные достижения
| Соревнование                       | 18/19                        | 19/20                        | 20/21                        | 21/22                        | 23/24                        |
| Международные индивидуальные       | Международные индивидуальные | Международные индивидуальные | Международные индивидуальные | Международные индивидуальные | Международные индивидуальные |
| ---------------------------------- | ---------------------------- | ---------------------------- | ---------------------------- | ---------------------------- | ---------------------------- |
| Финалы Гран-при                    |                              |                              |                              | C                            |                              |
| Этапы Гран-при. Rostelecom Cup     |                              |                              |                              | 3                            |                              |
| Этапы Гран-при. Италия             |                              |                              |                              | 2                            |                              |
| Челленджеры. Warsaw Cup            |                              |                              |                              | 1                            |                              |
| Budapest Trophy                    |                              |                              |                              | 1                            |                              |
| Национальные индивидуальные        |                              |                              |                              |                              |                              |
| Чемпионат России                   |                              |                              | 5                            | 7                            | 17                           |
| Чемпионат Москвы                   |                              |                              | 3                            |                              |                              |
| Финал Кубка России                 | 1 юн.                        |                              | 2                            |                              |                              |
| Первенство России среди юниоров    |                              | 5                            |                              |                              |                              |
| Этапы Кубка России. I этап         |                              |                              | 3                            |                              |                              |
| Этапы Кубка России. III этап       |                              | 5                            |                              |                              |                              |
| Этапы Кубка России. IV этап        |                              |                              | 3                            |                              |                              |
| Этапы Кубка России. V этап         | 2 юн.                        | 3                            |                              |                              |                              |
| Этапы Гран-при России. III этап    |                              |                              |                              |                              | 5                            |
| Этапы Гран-при России. V этап      |                              |                              |                              |                              | 5                            |
| Национальные командные             |                              |                              |                              |                              |                              |
| Кубок Первого канала               |                              |                              | 2                            | 2                            |                              |
| Международные среди юниоров        |                              |                              |                              |                              |                              |
| Чемпионат мира среди юниоров       |                              | 4                            |                              |                              |                              |
| Этапы юниорского Гран-при. Франция |                              | 3                            |                              |                              |                              |
| Этапы юниорского Гран-при. Латвия  |                              | 4                            |                              |                              |                              |
| Denis Ten Memorial Challenge       |                              | 2                            |                              |                              |                              |

### Подробные результаты
Примечание. Цветом выделены медали. На чемпионатах ИСУ награждают малыми медалями за короткую и произвольную программу.
| Дата                    | Соревнование                              | КП            | ПП            | Сумма         |
| Сезон 2021—22           | Сезон 2021—22                             | Сезон 2021—22 | Сезон 2021—22 | Сезон 2021—22 |
| ----------------------- | ----------------------------------------- | ------------- | ------------- | ------------- |
| 21—26 декабря 2021      | Чемпионат России 2022                     | 9 69,36       | 8 147,82      | 8 217,18      |
| 26—28 ноября 2021       | Этапы Гран-при. Rostelecom Cup 2021       | 5 64,72       | 2 154,97      | 3 219,69      |
| 17—20 ноября 2021       | Челленджеры. Warsaw Cup 2021              | 1 69,24       | 2 124,78      | 1 194,02      |
| 5—7 ноября 2021         | Этапы Гран-при. Gran Premio d'Italia 2021 | 2 72,04       | 2 154,31      | 2 226,35      |
| 14—17 октября 2021      | Budapest Trophy                           | 2 72,82       | 1 152,09      | 1 224,91      |
| Сезон 2020—21           |                                           |               |               |               |
| 26 февраля—2 марта 2021 | Финал Кубка России 2021                   | 4 73,77       | 1 162,19      | 2 235,96      |
| 5—7 февраля 2021        | Кубок «Первого канала»                    | 5 75,05       | 6 136,75      | 2К/6П 211,80  |
| 23—27 декабря 2020      | Чемпионат России 2021                     | 7 72,93       | 5 138,98      | 5 211,91      |
| 8—12 ноября 2020        | Этапы Кубка России. IV этап — Казань      | 3 76,89       | 3 135,83      | 3 212,72      |
| 18—22 сентября 2020     | Этапы Кубка России. I этап — Сызрань      | 2 69,28       | 3 123,34      | 3 192,62      |

## Ведомственные награды
- Мастер спорта России (2021)[63].